# Joseph Rous (resistent)
Joseph Rous (Puigbalador, 20 de febrer del 1911) va ser un membre destacat de la Resistència nord-catalana deportat als camps de concentració.
Es feu resistent el 1940. Dirigí la branca departamental del moviment Libération (Libération Sud) a partir del 27 de juliol del 1942, després que ho hagués fet en Joan Olibó fins aleshores. El 23 de maig del 1943, i de resultes d'una delació, va ser detingut i torturat per la Gestapo a Perpinyà. El 2 de març del 1944 va ser enviat als camps de concentració, però fou alliberat per l'arribada de les tropes aliades.
Després de la guerra fundà l'associació "Déportés et Internés Résistants des Pyrénées Orientales", que presidí durant una quarantena d'anys.